# Otoplecta frigida
Otoplecta frigida là một loài bướm đêm trong họ Geometridae.